# Gilbert Dagnon
L'abbé Gilbert Dagnon est un homme d'Église, parolier, compositeur et homme politique béninois.

## Biographie

### Carrière ecclésiastique
Gilbert Dagnon commence sa formation à la pépinière des petits clercs de Sainte-Thérèse de l'enfant Jésus à Ouidah où il côtoie notamment Bernardin Gantin, Vincent Mensah et Robert Sastre.
De 1947 à 1949, il suit le cycle de philosophie au Grand séminaire Saint-Gall de Ouidah. 
Le 10 juillet 1955, il est ordonné prêtre par Mgr Louis Parisot avant de devenir vicaire de la cathédrale de Porto-Novo jusqu'en 1960.
Après avoir étudié les mathématiques en France, il enseigne au petit séminaire Sainte-Jeanne-d'Arc de 1963 à 1967 et devient recteur de l'institution de 1967 à 1974. Il est ensuite curé à la cathédrale Notre-Dame-de-Miséricorde de Cotonou de 1974 à 1992, puis à la paroisse Saint-Jean-Baptiste de Cotonou, avant de prendre sa retraite en 2005.
Il a été l'un des conseillers spirituels du président Mathieu Kérékou.

### Carrière politique
En novembre 1979, il est élu député de l'Assemblée nationale révolutionnaire du Bénin,,.

### Parolier et compositeur
L'abbé Dagnon est principalement connu pour avoir écrit et composé L'Aube nouvelle, l'hymne national du Bénin,.

### Autres activités
Grand ami de Padre Pio, l'abbé Dagnon a fondé au Bénin l'Institut des frères de Jésus en 1972, ainsi que l'Institut des sœurs franciscaines de filles Padre Pio en 1992,.
Il est également membre-fondateur de l'Association internationale des exorcistes dans les années 1990,. Il participe d'ailleurs à plusieurs exorcismes et en témoigne dans des colloques.

### Décès
Il meurt à Cotonou le 4 juin 2012 et est enterré au Grand séminaire Saint-Gall de Ouidah.

## Hommages et distinctions
En 2009, un documentaire, intitulé Abbé Gilbert Dagnon, semeur d'espérance, retrace sa vie.
Il est fait Commandeur de l'ordre national du Bénin en 2002, puis Grand officier en 2009 (en sa qualité d'ancien membre de l'Assemblée nationale révolutionnaire) avant d'être élevé, à titre posthume, au grade de Grand-croix en juin 2012.
En 2015, il reçoit, à titre posthume, le trophée « Fierté et reconnaissance » délivré par MTN Bénin.
Le « Trophée Abbé Gilbert Dagnon » est créé en 2016 et vise à récompenser le lauréat du concours d’exécution de l’hymne national du Bénin en langue locale,.
Une clinique implantée à Sèmè-Kpodji porte son nom.